# Protomacronema furcatum
Protomacronema furcatum är en nattsländeart som först beskrevs av Jacquemart och Statzner 1981.  Protomacronema furcatum ingår i släktet Protomacronema och familjen ryssjenattsländor. Inga underarter finns listade i Catalogue of Life.